# Leptomicrurus
Leptomicrurus – rodzaj jadowitych węży z podrodziny Elapinae w obrębie rodziny zdradnicowatych (Elapidae).

## Rozmieszczenie geograficzne
Rodzaj obejmuje gatunki występujące w Ameryce Południowej (Kolumbia, Wenezuela, Gujana, Surinam, Gujana Francuska, Brazylia, Ekwador, Peru i Boliwia).

## Systematyka
Rodzaj zdefiniował w 1937 roku amerykański herpetolog Karl Patterson Schmidt w artykule zatytułowanym Historia Elaps Collaris Schlegel, 1837–1937, opublikowanym w czasopiśmie „Publication. Zoological series”. Gatunkiem typowym jest (oryginalne oznaczenie) L. collaris.

### Etymologia
Leptomicrurus: gr. λεπτος leptos ‘delikatny, drobny’; rodzaj Micrurus Wagler, 1824.

### Podział systematyczny
Do rodzaju należą następujące gatunki: 
- Leptomicrurus collaris (Schlegel, 1837)
- Leptomicrurus narduccii (Jan, 1863)
- Leptomicrurus renjifoi Lamar, 2003
- Leptomicrurus scutiventris (Cope, 1869)